# Afortunadamente no eres tú (canción)
«Afortunadamente no eres tú» es una canción escrita e interpretada por la cantante mexicana Paty Cantú, lanzada a mediados del mes de mayo de 2010 como el sencillo principal de su segundo álbum de estudio del mismo nombre. La canción fue lanzada bajo los sellos discográficos de Capitol Latin y EMI Music.

## Vídeo musical
El vídeo de la canción fue dirigido por Fausto Terán, y filmado en la Ciudad de México. Tiempo después el video musical salió en varios canales de tops musicales y particularmente en MTV.

## Posicionamiento en listas
| País           | Listas (2010)             | Mejor posición |
| -------------- | ------------------------- | -------------- |
| Estados Unidos | Billboard México Airplay  | #7             |
| Estados Unidos | Billboard Spanish Airplay | #3             |
| México         | AMPROFON - Top 100        | #2             |
| México         | México - 40 principales   | #1             |
| México         | México - Radio 100        | #1             |
| México         | Telehit - Top Ten Chart   | #4             |

|}